# Alain Robidoux
Pour les articles homonymes, voir Robidoux.
Alain Robidoux est un joueur de snooker professionnel canadien né le 25 juillet 1960 à Saint-Jérôme (Québec). Reconverti en tant qu'analyste au RDS, aux émissions de billard, il vit à Lanoraie, au Québec.
Professionnel de 1988 à 2004, son meilleur résultat fut une finale dans un tournoi comptant pour le classement mondial. C'était lors de l'Open d'Allemagne de 1996.

## Carrière
Alain Robidoux a été champion du Canada amateur en 1983, 1985, 1987, 2003, 2004, 2006 et 2009. Il s'est classé troisième au championnat du monde amateur de snooker en 1987, qui a eu lieu en Inde, et a remporté le championnat professionnel de snooker canadien en 1988.
Il a réussi une partie parfaite (break de 147 points) à l'Open d'Europe en 1989, pendant les qualifications. Il a remporté le championnat du monde par équipes en 1990, avec Cliff Thorburn et Bob Chaperon. Son meilleur classement individuel en tournoi survient en 1996, alors qu'il atteint la finale de l'Open d'Allemagne, après une victoire face à John Higgins (no 2 mondial de l'époque) en demi-finale. Dans cette finale, il subit une défaite de 9-7 devant Ronnie O'Sullivan.
Son classement mondial le plus élevé, 9e, est à la suite du championnat du monde de snooker de 1997. Dans ce tournoi, il perd seulement en demi-finale (7-17), face à Ken Doherty qui devint par la suite champion du monde. La saison suivante est en revanche très décevante : il ne remporte pas un seul match dans les grands tableaux des tournois majeurs et décide de mettre fin à sa carrière en 2004, après être retombé à la 91e place mondiale.
Alain Robidoux a été classé six fois parmi les seize meilleurs joueurs de snooker au monde, entre 1988 et 1998. Pendant la saison morte, il est amateur de golf.

## Controverse
Au premier tour du championnat du monde 1996, Robidoux a été battu sur le score de 10 manches à 3, par O'Sullivan de nouveau. Bien qu'il soit naturellement droitier, O'Sullivan a joué un certain nombre de coups de la main gauche. Ce comportement a été décrit par le commentateur John Virgo comme le fait pour O'Sullivan de « prendre le melon ». L'affaire a atteint son paroxysme dans la onzième manche, avec un Robidoux déterminé qui, mené 8 à 2, a refusé de céder la manche, continuant à tenter des snookers malgré un déficit de 43 points, avec seulement la bille rose et la bille noir sur la table. Robidoux a refusé de serrer la main de O'Sullivan à la fin du match. O'Sullivan a répondu en affirmant qu'il jouait mieux avec sa main gauche que Robidoux ne pouvait le faire avec sa main droite.

## Palmarès
| Légende | Catégorie                      | Titres                         | Finales                        |
|         | Tournois classés               | 0                              | 1                              |
|         | Tournois non classés           | 1                              | 0                              |
|         | Tournois en équipes            | 1                              | 0                              |
|         | Tournois amateurs              | 7                              | 0                              |
| Gras    | Tournois de la triple couronne | Tournois de la triple couronne | Tournois de la triple couronne |

### Titres
| Saison    | Nom du tournoi                    | Lieu        | Finaliste       | Score | Tableau |
| 1983      | Championnat du Canada amateur     | Montréal    | Tom Finstad     | 9-3   |         |
| 1985      | Championnat du Canada amateur (2) | Montréal    | Michael Sobala  | 9-6   |         |
| 1987      | Championnat du Canada amateur (3) | Vancouver   | Jeff White      | 7-1   |         |
| 1988-1989 | Championnat du Canada             | Toronto     | Jim Wych        | 8-4   |         |
| 1989-1990 | Coupe du monde                    | Bournemouth | Irlande du Nord | 9-5   |         |
| 2003      | Championnat du Canada amateur (4) | Halifax     | Cliff Thorburn  | 6-2   |         |
| 2004      | Championnat du Canada amateur (5) | Montréal    | Tom Finstad     | 6-2   |         |
| 2006      | Championnat du Canada amateur (6) | Markham     | John White      | 6-2   |         |
| 2009      | Championnat du Canada amateur (7) | Toronto     | John White      | 6-1   |         |

### Finales perdues
| Saison    | Nom du tournoi   | Lieu      | Vainqueur         | Score | Tableau |
| 1996-1997 | Open d'Allemagne | Osnabrück | Ronnie O'Sullivan | 7-9   |         |